# Морро-Реатіно
Морро-Реатіно (італ. Morro Reatino) — муніципалітет в Італії, у регіоні Лаціо, провінція Рієті.
Морро-Реатіно розташоване на відстані близько 80 км на північ від Рима, 16 км на північ від Рієті.
Населення — 365 осіб (2014).

## Демографія
Населення за роками:

Станом на 1 січня 2023 року в муніципалітеті офіційно проживали 22 іноземці з 6 країн, серед них 8 громадян країн Євросоюзу.

## Сусідні муніципалітети
- Арроне
- Коллі-суль-Веліно
- Лабро
- Поліно
- Риводутрі